# Il pellegrinaggio del cristiano
Il pellegrinaggio del cristiano (in originale The Pilgrim's Progress from This World, to That Which Is to Come: Delivered under the Similitude of a Dream), scritto da John Bunyan è un'allegoria cristiana in forma di romanzo, pubblicata nel 1678 e nel 1684. È considerata una delle opere principali sul cristianesimo riformato. Il titolo esteso dell'opera è The Pilgrim's Progress from This World, to That Which is to Come: Delivered Under the Similitude of a Dream Wherein is Discovered, the Manner of His Setting Out, His Dangerous Journey, and Safe Arrival at the Desired Countrey.

## Storia editoriale
L'opera comprende 108 260 parole ed è divisa in due parti, senza divisioni in capitoli. La prima parte apparve nel febbraio 1678, dopo che fu scritta durante un breve periodo di carcerazione dell'autore nel 1675 (ma c'è chi sostiene che venne cominciata durante la più lunga prigionia tra il 1660 e il 1672), quindi venne rivista per un'edizione corretta ed emendata nel 1679. La seconda parte apparve nel 1684. Durante la vita dell'autore (morì nell'agosto 1688), ci furono undici edizioni della prima parte e tre della seconda.
Le due parti, riunite in un solo volume vennero pubblicate solo nel 1728. Una terza parte, falsamente attribuita a Bunyan, apparve nel 1693 e fu ristampata solo nel 1852.

## Trama
Un cristiano, inteso nel senso di un uomo comune battezzato, è il protagonista di un viaggio dalla città natale (detta "City of Destruction") al traguardo finale del paradiso a venire (o "Celestial City"), dopo aver lasciato moglie e figli che non hanno voluto seguirlo. Altri due personaggi, Obstinate, che lo segue con l'intenzione di riportarlo indietro, e Pliable, che lo accompagna fino a cadere in un lago di dubbi e quindi ritornare a casa, fanno il viaggio con lui. Altri numerosi personaggi li incontra per la via.

### Parte I
Dalla lettura della Bibbia, Cristiano ottiene la consapevolezza dei propri peccati e del rischio della dannazione eterna. Ciò rappresenta per lui un grande peso morale dal quale cerca liberazione. Mentre cammina nei campi, Cristiano incontra Evangelista, che lo dirige verso il "Wicked Gate" per la liberazione. Non intravedendolo all'orizzonte, Evangelista dice a Cristiano di seguire una luce splendente che lo avrebbe guidato alla meta. Non essendo riuscito a convincerli, Cristiano decide allora di lasciare casa, moglie e figli per salvare la propria anima. Obstinate e Pliable lo rincorrono per riportarlo indietro, ma egli decide di proseguire.
Obstinate rinuncia infastidito, mentre Pliable decide di accompagnare Cristiano nel suo viaggio alla ricerca del Paradiso. Il loro subisce una battuta d'arresto quando si trovano nella Palude della Disperazione (Slough of Despond), un pantano di fango nel quale i peccatori sprofondano a causa dei loro dubbi, paure, tentazioni, concupiscenze, vergogna, infamie, crimini e peccati che segnano la loro esistenza attuale. Tiratosi fuori dal fango, Pliable abbandona Cristiano nella palude. 
Cristiano è messo in salvo da Aiuto (Help), accorso sul posto dopo aver sentito le sue grida. Aiuto lo avverte che la palude è fatta di decadenza, persone spregevoli e lordata dal peccato, ma è la direzione giusta per giungere a Wicked Gate.
Sulla strada per Wicked Gate, Cristiano è tentato dall'etica secolare del sig. Worldly Wiseman (Saggezza mondana) che cerca di liberare la coscienza morale dal suo fardello tramite la Legge, ipoteticamente con l'aiuto del Sig. Legalità e di sua figlia Civiltà, nel villaggio della Moralità, anziché in Gesù Cristo, allegorica strada alternativa del Wicked Gate. Lungo il cammino per la casa del Sig. Legalità, il perseverante Cristiano si ferma prima del Monte Sinai e qui ritrova Evangelista. Mentre minaccia di schiacciare chiunque tenti di proseguire oltre, un fuoco inizia ad ardere sul sacro monte. Evangelista spiega a Cristiano che ha peccato a non seguire la via lì indicata e lo ammonisce che il signor Legalità e sua figlia Civiltà discendono dagli schiavi, mentre Worldly Wiseman è una guida ingannevole. Lo rassicura infine che se avesse deciso di voltarsi indietro e invertire la direzione di marcia per Wicked Gate, sarebbe stato il benvenuto. Cristiano seguì il suggerimento di Evangelista.

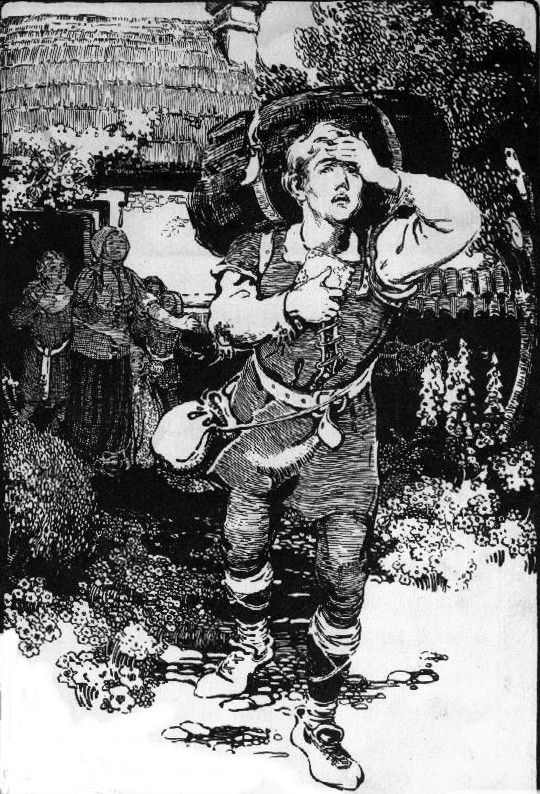
Cristiano si allontana da casa col suo fardello

Al Wicked Gate inizia la stretta e angusta Via del Re (King's Highway), cui Cristiano è indirizzato dal guardiano Benevolenza (Goodwill) che lo salva dagli arcieri di Belzebù, nel suo castello antistante Wicked Gate, e gli indica la via celeste che deve seguire. Nella Seconda Parte viene rivelato che il guardiano Benevolenza è Gesù in persona. Quando Cristiano gli chiederà come potersi liberare del suo fardello, Benevolenza lo avvia verso il luogo della salvezza.

Cristiano si incammina verso la casa dell'Interprete, che gli mostra quadri e dipinti che rappresentano o enfatizzano temi di fede o di vita cristiana. 
Dall'abitazione dell'Interprete, Cristiano finalmente intravede il luogo della salvezza (allegoricamente descritto dalla croce del Calvario e dal Santo Sepolcro rimasto vuoto dopo la resurrezione di Gesù), presso il quale si spezzano le cinghie che legano il peso al corpo di Cristiano, rotolando via fin dentro il sepolcro. Questo evento accade relativamente presto nel corso della narrazione, sanando dopo poco tempo la principale aspirazione e necessità di Cristiano. Sollevato dal suo fardello, Cristiano è accolto da tre angeli, che gli danno il saluto della pace, nuovi indumenti, e una pergamena valida come passaporto per entrare nella città celeste. Incoraggiato da tutto questo, Cristiano continua felicemente il suo viaggio fino a che non incontra su tre uomini di nome Semplice, Pigrizia e Presunzione. Cristiano tenta di aiutarli, ma loro non gli danno ascolto. Prima di giungere alla Salita della Difficoltà (Hill of Difficulty), Cristiano incontra due uomini ben vestiti di nome Formalità (Formality) ed Ipocrisia (Hypocrisy) che si rivelano falsi cristiani e periscono nei due impervi sentieri che circondano la collina, chiamati Pericolo e Distruzione. Cristiano si addormenta su un pergolato dove smarrisce il suo rotolo, e si trova poi obbligato a tornare indietro per riprenderlo. Quasi al colmo della Collina della Difficoltà, incontra due pellegrini stanchi di nome Sfiducia (Mistrust) e Timoroso (Timorous) che gli raccontano dei grandi leoni del Magnifico Palazzo. Cristiano è impaurito e li evita con l'aiuto di Vigile (Watchful) il portiere, che lo informa che i leoni sono in catene messi l per testare la fede dei pellegrini.
Giunto in cima alla collina di Difficoltà, Cristiano si ferma per la notte nel Magnifico Palazzo, edificio fatto costruire da Dio per il ristoro dei pellegrini e viaggiatori pii. Cristian trascorre tre giorni qui, e indossa l'armatura di Dio che, nella valle dell'Umiliazione, lo sostiene nella battaglia contro il demone Apollyon, il Signore a forma di drago e Dio della città di Distruzione. Dopo oltre mezza giornata di combattimento, Cristiano uccide Apollyon con la sua spada a doppio taglio, e indossando le sue ali di drago riesce a velocizzare il proprio cammino.
Come cala la notte, Cristiano entra nella valle detta Ombra della Morte. Quando si trova in mezzo alla valle tra l'oscurità, il terrore e i demoni, sente le parole del salmo 23, probabilmente recitato dal suo amico Fedele (Faithful).
Oltrepassata la valle, mentre il sole si leva all'orizzonte, ecco che incontra Fedele, un ex residente della città di Distruzione, che lo accompagna a Fiera della Vanità (Vanity Fair), un luogo costruito da Belzebù dove ogni cosa è conforme ai gusti dell'essere umano, dove piaceri e concupiscenze sono venduti ogni giorno. Fedele e Cristiano sono arrestati e chiusi in cella per il loro disprezzo nei confronti dei beni venduti e delle attività locali. Fedele processato e condannato al rogo come un martire. Un carro celeste assume Fedele alla Gerusalemme celeste, per la quale il martirio è stato una scorciatoia d'accesso. Speranza (Hopeful), anch'egli abitante di Fiera della Vanità, sostituisce Fedele come compagno di viaggio di Cristiano, fino al termine del cammino.
Cristiano e Speranza fanno tappa nei pressi di una collina mineraria di nome Lucro, il cui proprietario, Demas, offre loro tutto l'argento della miniera. Cristiano intravede l'inganno di Demas e declina l'offerta. In seguito, un falso pellegrino di nome Alla Fine (by-end) e i suoi amici, che avevano seguito Cristiano e Speranza solo per approfittarsi di loro, muoiono alla collina Lucro, di loro non si seppe né si udì più nulla.

Trovandosi a percorrere un tratto di strada disagevole e in sasso, Cristiano e Speranza ripiegano suk Prato per viottolo (By-PathMeadow), dove un temporale li costringe a trascorrere la notte. In mattinata sono catturati dal Gigante Disperazione, noto per la sua spietata crudeltà e per la moglie, di nome Diffidenza (Diffidence); i pellegrini sono portati al Castello del Dubbio (Doubting Castle), nel quale sono imprigionati, picchiati e tenuti senza cibo. Disperazione e la moglie Diffidenza vogliono indurli al suicidio, ma Cristiano e Speranza sopportano il Calvario fino a quando cristiano si rende conto che una chiave che ha, chiamato Promessa, aprirà tutte le porte e cancelli del Castello del Dubbio. E grazie alla chiave e all'intolleranza del gigante alla luce del sole, riescono a scappare via.

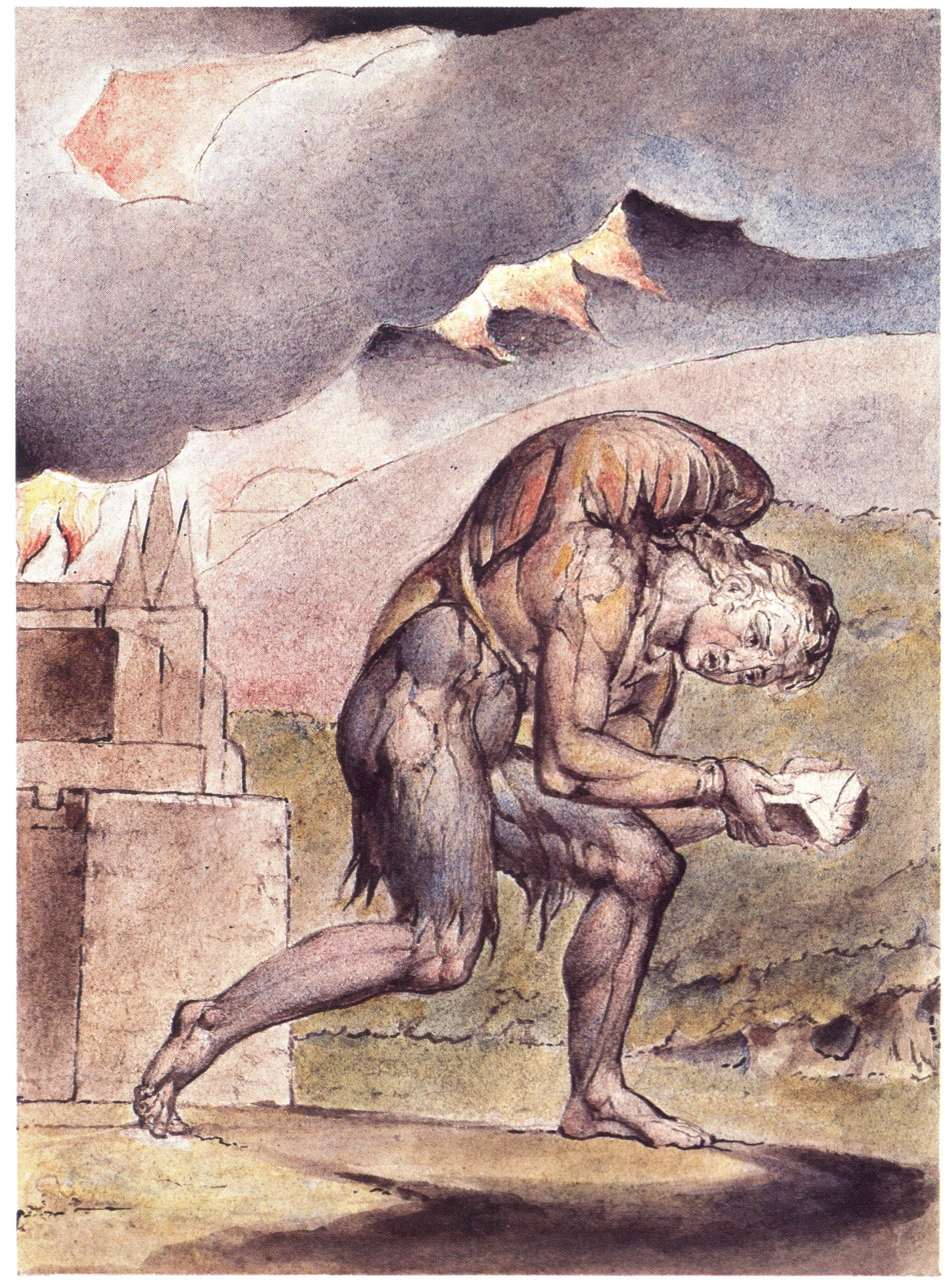
Cristiano mentre legge il suo libro (William Blake, Plate 2, 1824–27)

Le Montagne Deliziose (Delectable Mountains) sono la prossima tappa del viaggio di Cristiano e di Speranza, dove i pastori mostrano loro alcune meraviglie della "Terra di Immanuel". I due pellegrini hanno occasione di visitare luoghi che rafforzano la loro fede e li mettono in guardia dal non peccare (come la collina Errore o la montagna Cautela). Sul monte Chiarezza, sono in grado di vedere la Città Celeste attraverso il "vetro prospettico" del pastore, che funge da telescopio, che nella seconda parte del racconto, sarà dato alla Misericordia, a seguito di una sua richiesta.)I pastori dicono ai pellegrini di diffidare dell'adulatore e di evitare il Terreno Incantato. Presto arrivano a un bivio e un uomo vestito di bianco viene ad aiutarli. Pensando che si trattasse di un angelo a causa del suo aspetto splendente, i pellegrini seguono l'uomo, ma presto rimanere bloccati in una rete e comprendono che quella che credevano una guida angelica era in realtà Adulatore. Un vero angelo di Dio li libera dalla trappola, e li punisce per aver seguito l'adulatore, rimettendoli sulla retta via. I pellegrini incontrano Ateo, che dice loro il cielo e Dio non esistono: Cristiano e Speranza rammentano le parole dei pastori e non prestano alcuna attenzione a quell'uomo. Giunti in un luogo dove un uomo di nome Poca-Fede (Little-Faith) è incatenato alle corde da sette demoni che lo tirano verso una scorciatoia per il lago di fuoco (l'Inferno).
Lungo il tragitto, Cristiano e Speranza incontrano un ragazzo di nome Ignoranza, che crede che egli sarà ammesso nella Città Celeste in virtù delle sue buone opere, anziché come dono della grazia di Dio. Cristiano e speranzoso si incontrano con lui due volte e cercano di persuaderlo a incamminarsi verso la Città Celeste nel modo giusto. Tuttavia, Ignoranza non si lascia convincere e persiste sulla via che a suo parere lo avrebbe portato in cielo. 

Dopo aver superato il Fiume della Morte a bordo dell'imbarcazione Vana Speranza (Vain Hope) ma non ancora tutti i rischi che ne insidiavano il guado, Ignoranza si presenta davanti alle porte della città celeste senza passaporto, che avrebbe acquisito se avesse percorso la Via del Re (King's Highway)  per recarsi al Wicked Gate. Il Signore della Città Celeste comanda ordina agli angeli sfolgoranti di luce di condurre Ignoranza lungo uno dei sentieri per l'Inferno e di gettarvelo dentro.
Cristiano e Speranza corrono un rischio molto simile nella Valle Incantata, un luogo nel quale l'aria rarefatta li rende assonnati e a chi capita di addormentarsi, non è più possibile il risveglio. Nella Valle Incantata, situata nella terra di Beulah, si preparano ad attraversare a piedi il temuto Fiume della Morte, ultimo ostacolo prima del Monte Sion e della Città Celeste. Cristiano impiega un tempo maggiore per toccare l'altra riva, poiché il peso dei suoi peccati lo tira in basso, ma con l'aiuto di Speranza riesce nell'impresa, e i due sono accolti nella Città Celeste.

### Parte II
La seconda parte de "Il pellegrinaggio del cristiano  racconta di Cristiana, sposa del protagonista, dei loro figli e della fanciulla di nome Carità ('Mercy). Questi personaggi ripercorrono le stesse tappe toccate da Cristian, con l'aggiunta della locanda di Gaio situata tra la Valle dell'Ombra della Morte (Valley of the Shadow of Death) e la Fiera della Vanità. L'eroe della storia è Magnanimo (Greatheart), servitore di Interprete (Interpreter), che è la guida dei pellegrini diretti alla Città Celeste. Magnanimo uccide quattro giganti, di nome Severo (Grim), Strazio ('Maul),  Morte-del-Bene (Slay-God) e Disperazione (Despair ), aiutando ad uccidere anche il mostro Legione che spadroneggia a Fiera della Vanità.
I pellegrini apprendono che Signora Cupola (Madame Bubble) ha creato la Grotta Incantata (Enchanted Ground) e il Prato Distratto (Forgetful Green), un luogo della Valle della Mortificazione (Valley of Humiliation), coperto da fiori che fanno dimenticare l'amore di Dio agli altri pellegrini. 

Cristiana, Matteo, Giuseppe, Samuele, Giacomo, la fanciulla Carità, il servitore Magnanimo, Mentefiacca (Feeble-Mind) e Semprefermo (Ready-to-Halt) giungono a Campo Secondario (Bypath-Meadow ), e fra mille difficoltà e lotte, distruggono il gigante Disperazione e la perfida gigantessa Diffidenza, demoliscono il Castello del Dubbio, per vendicare Cristiano e Speranza che lì erano stati torturati. Nelle segrete del castello liberano un uomo dal viso chiaro e pallido di nome Abbattimento (Despondency), e sua figlia GranPaura (Much-Afraid).
Timore
Pervenuti alla Terra di Bwulah, oltrepassano questo giardino lussureggiante per raggiungere l'altra riva del Fiume della Morte, e prendere dimora nella Città Celeste. I quattro figli di Cristiano invece si fermano con le famiglie al di là del guado, per edificarvi la Chiesa.

## Adattamenti e opere derivate
- Nel 1912 il regista Francis Powers la adattò al cinema.
- Nel 1912 il regista Mario Caserini vi si ispirò per il film Il pellegrino.
- Nel 1939 H.D.C. Pepler ne scrisse un adattamento televisivo.
- Nel 1942 è stata adattata alla radio da John Gielgud, poi rifatta per un disco della Hyperion Records nel 1990.
- Nel 1951 il compositore Ralph Vaughan Williams ne trasse il libretto per un'opera.
- Nel 1961 il regista Hermann Kugelstadt la adattò al cinema (titolo Gefährliche Reise).
- Nel 1967 una serie televisiva in 3 episodi uscì per la televisione inglese.
- Nel 1978 il regista Ken Anderson l'adattò al cinema, con un sequel l'anno successivo intitolato Christiana, dove la moglie decide di seguire il marito.
- Nel 1986 la band coldwave francese Clair Obscur ha pubblicato un album live registrato a Parigi intitolato The Pilgrim's Progress in riferimento all'opera.
- Nel 1993 la Marvel Comics ne fece una graphic novel.
- Nel 1994 David MacAdam ne fece un musical.
- Nel 2008 Danny Carrales la portò al cinema.
- Nel 2010 il regista Andrew Wiest la riadatta al cinema con un protagonista adolescente (titolo The Wylds).
- Nel 2014 Ernest Austin ne fece un'opera musicale.
- Nel 2016 la The Neal Morse Band ha pubblicato il concept album The Similitude of a Dream, ispirato al libro. Tre anni più tardi hanno reso disponibile il sequel, intitolato The Great Adventure.

## Edizioni

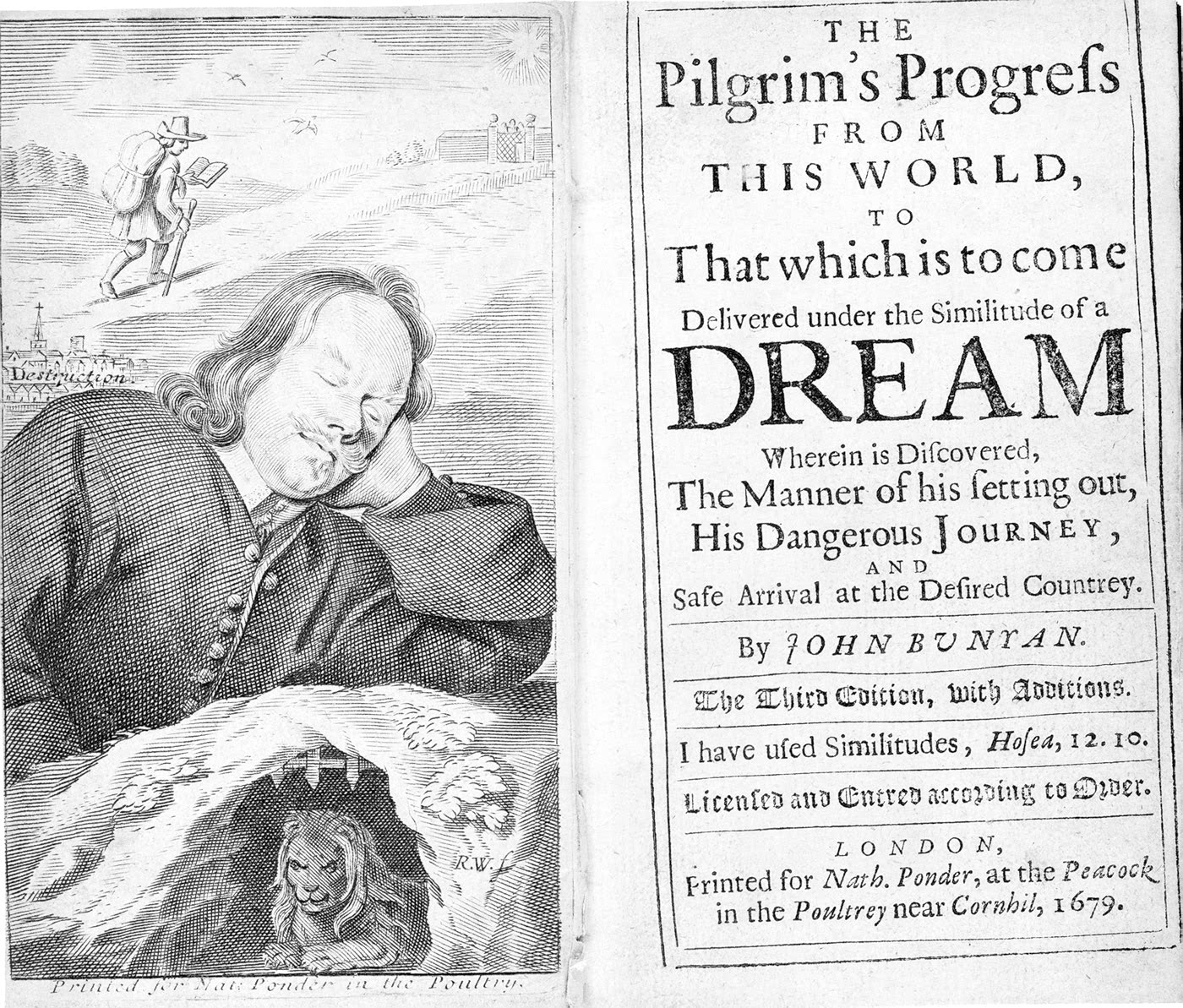
Frontespizio e titolo della terza edizione, 1679.

### Edizioni italiane
- Il pellegrinaggio del cristiano, trad. Stanislao Bianciardi, Genova, Cecchi, 1855; Firenze, Claudiana, 1863
- Il pellegrinaggio del cristiano, a cura di Edoardo Labanchi, Fondi, Uceb, 1981
- Il viaggio del pellegrino da questo mondo a quello venturo presentato in forma di sogno, trad. Adriana Schmidt Perrone, Torino, Gribaudi, 1985
- Il cammino del pellegrino da questo mondo a quello venturo, trad. Marta Coghetto, a cura di Pietro Federico, Raffaelli Editore, 2013